# Dobrzyca (dopływ Raciążnicy)
Dobrzyca – struga, prawy dopływ Raciążnicy o długości 21,34 km. 
Wypływa w okolicach wsi Przedbórz i początkowo płynie w kierunku północnym. W swoim biegu najpierw mija miejscowość Dłużniewo Małe a potem przecina drogę krajową nr 10. Następnie zmienia kierunek na wschodni i mija miejscowości: Sokolniki, Kraśniewo, Mystkowo, Cieszkowo-Kolonia, Cieszkowo Nowe. Do Raciążnicy wpada w okolicach wsi Galominek Nowy.